# 대십자장

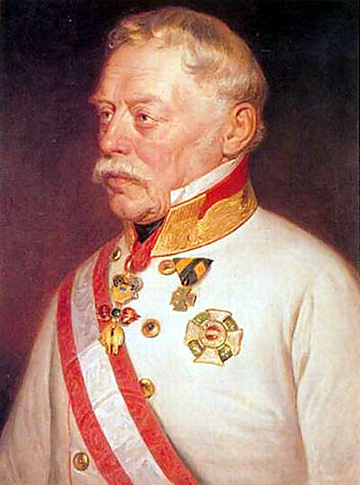
마리아 테레지아 군사훈장 대십자장을 패용한 요제프 라데츠키 폰 라데츠 백작

대십자장(大十字章, Grand Cross)은 여러 기사단에서 최고 계급에게 수여되는 훈장이다. 드물게 동급으로 대수장(Grand Cordon)을 두거나, 더 높은 것으로 대훈장경식(Grand Collor)을 두는 기사단도 있다.
국제적으로 보통 대십자장은 국가원수(國家元首, 영어: Head of State)나 왕족(王族, 영어: Royalty)들에게 서훈(敍勳)하는 개념으로 가장 높은 수상 격이다.
대십자장 중에서도 가장 높은 훈격을 대십자사령관장(Commander Grand Cross)이라고도 한다.

## 같이 보기
- 기사단
- 훈장

## 참고 자료
- Price, Judith (2011). Lest We Forget: Masterpieces of Patriotic Jewelry and Military Decorations. Lanham: Taylor Trade Pub. ISBN 9781589796867.
- Zabecki, David T., 편집. (2014). Germany at War: 400 Years of Military History. Santa Barbara: ABC-CLIO. ISBN 9781598849813.